# Cooper Union

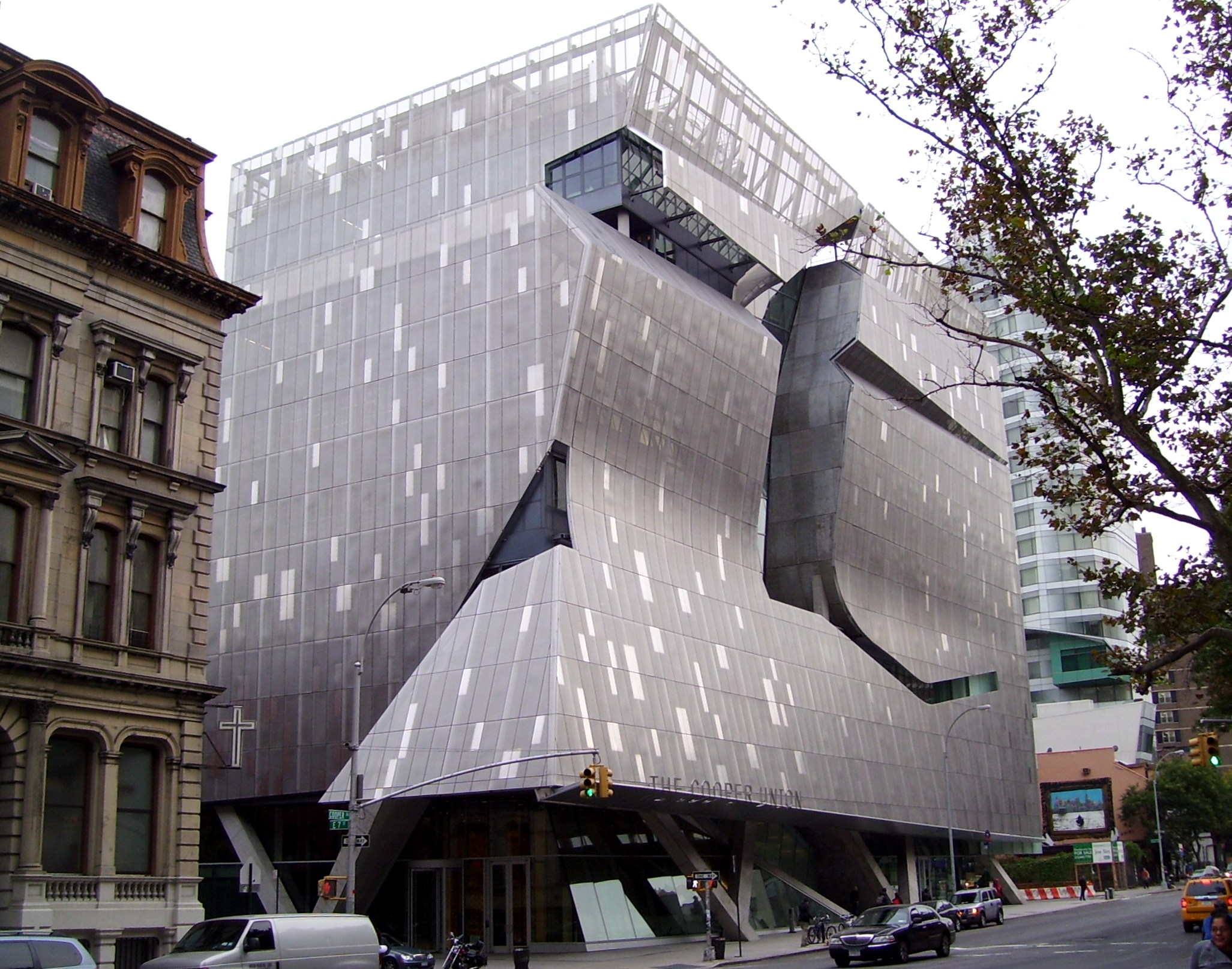
Nieuwbouw aan 41 Cooper Square

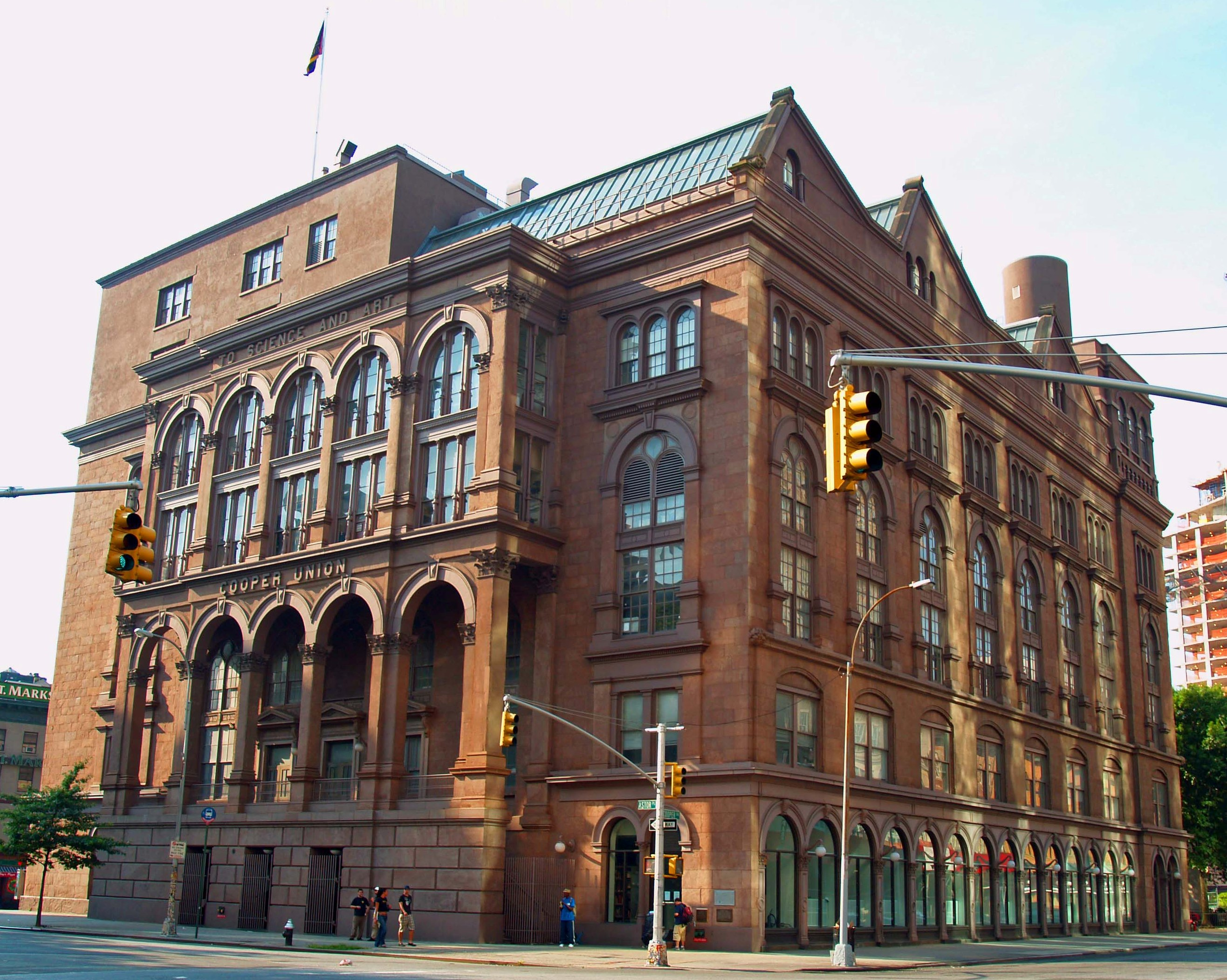
The Cooper Union for the Advancement of Science and Art

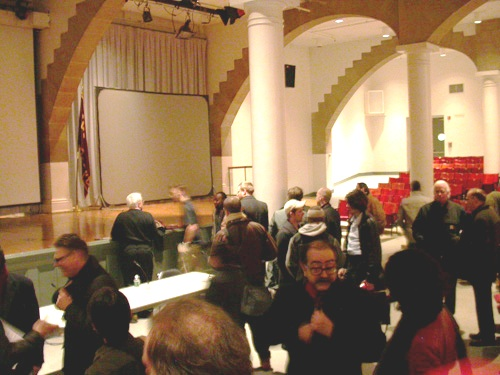
De Great Hall van de Cooper Union

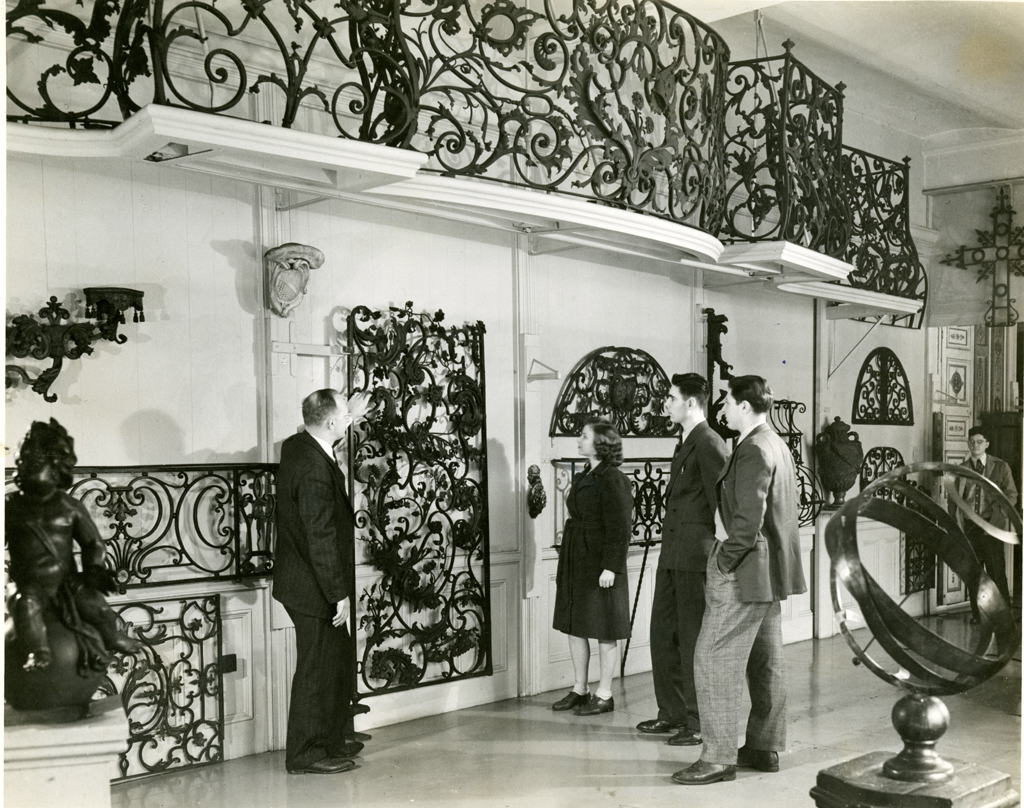
Historische opname, metaalgalerie

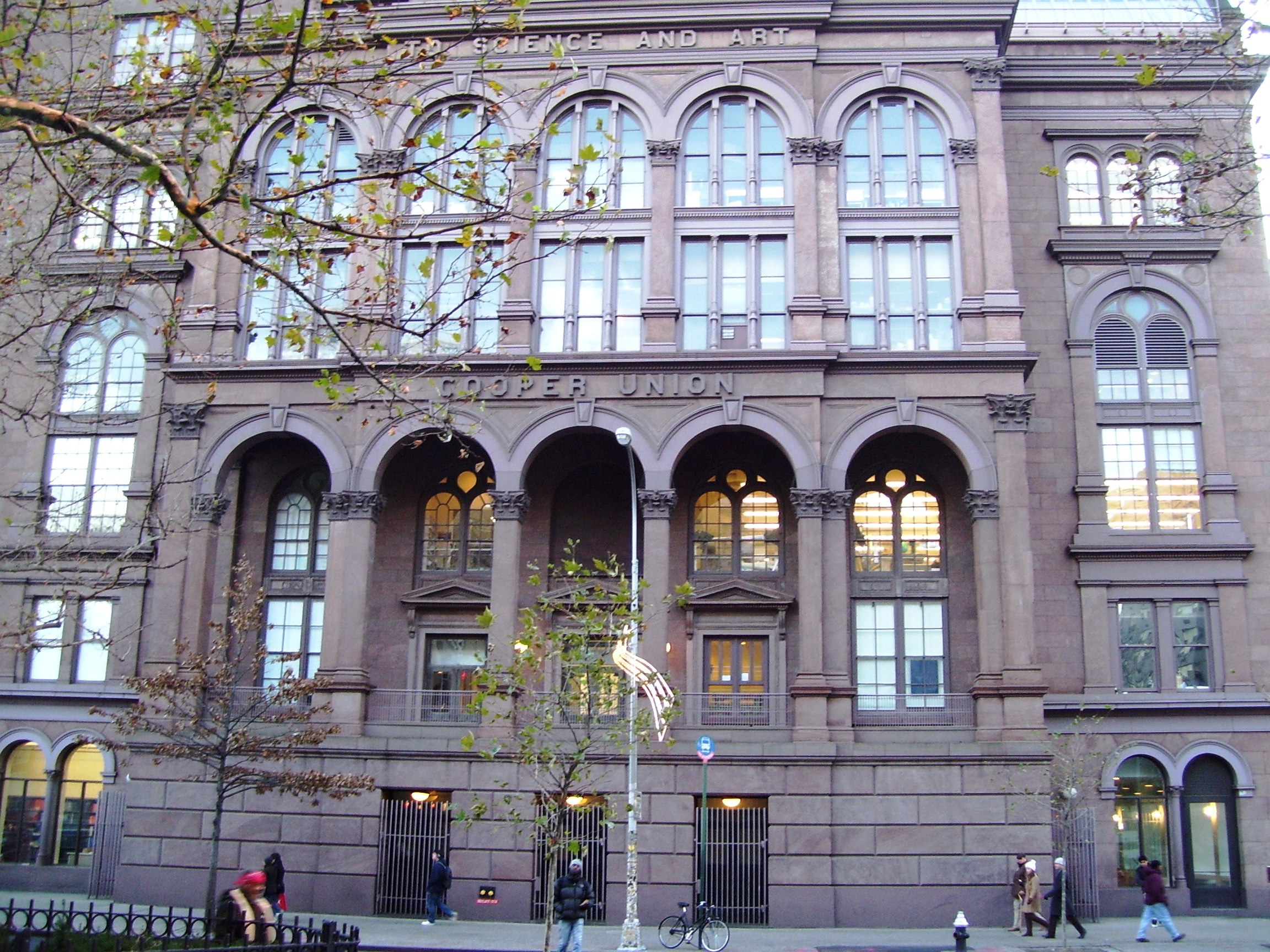
Frontgevel

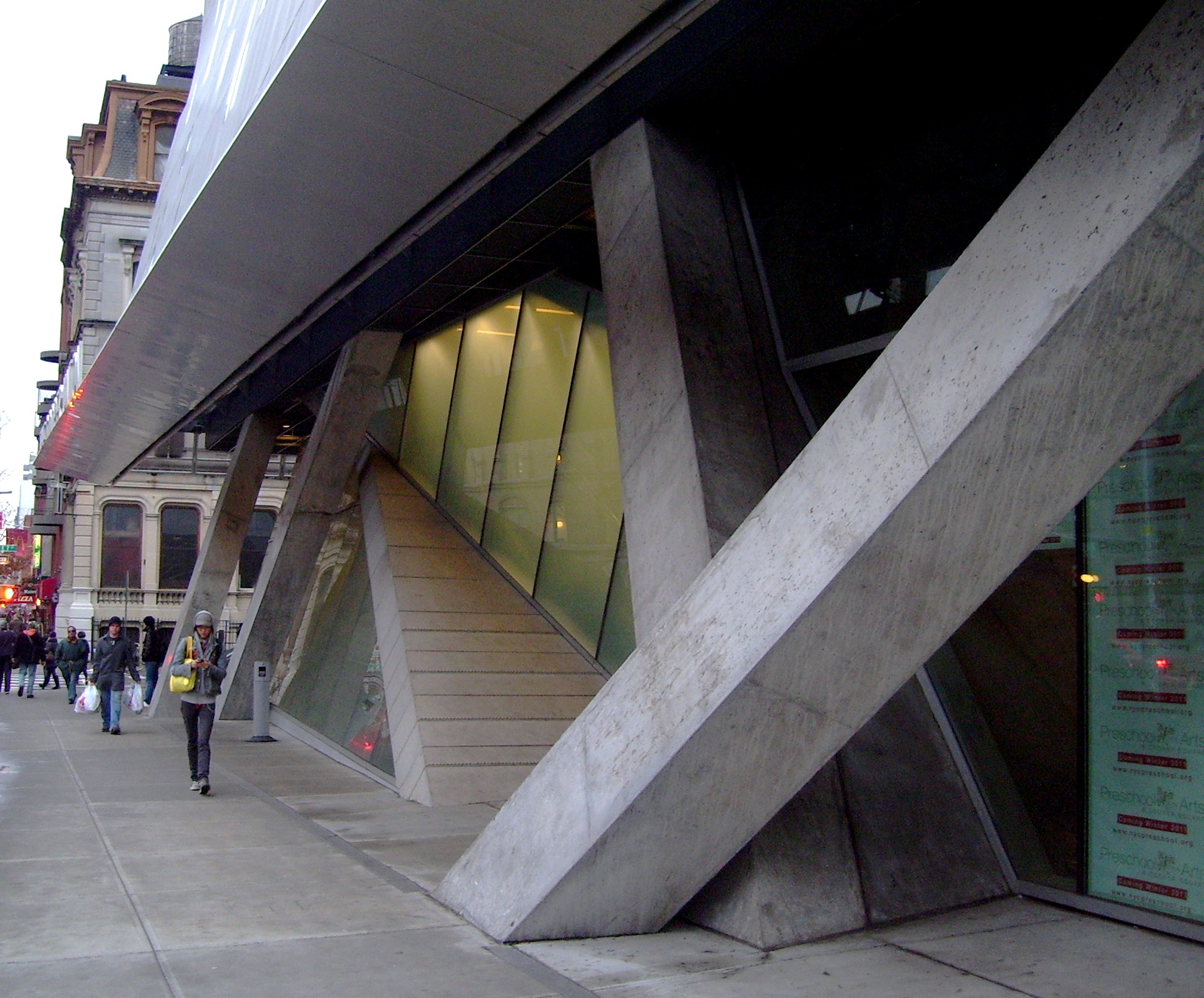
Detail nieuwbouw

The Cooper Union for the Advancement of Science and Art, of kortweg Cooper Union, is een particuliere hogeschool in de New Yorkse wijk Lower Manhattan. Het gebouw van de Cooper Union bevindt zich in East Village, tussen Cooper Square en Astor Place. Het is in de Verenigde Staten een van de weinige hogescholen die geen collegegeld vraagt. Er worden opleidingen aangeboden in de richtingen architectuur, kunst en techniek.
Er is een strenge toelatingsprocedure waarbij er ieder jaar slechts ongeveer tien procent van de gegadigden wordt aangenomen. De school wordt bijna volledig gefinancierd uit donaties. Meerdere bekende en beroemde persoonlijkheden uit kunst, architectuur en techniek studeerden aan de Cooper Union, waaronder bijvoorbeeld Herb Lubalin, Daniel Libeskind en Milton Glaser.

## Geschiedenis
De Cooper Union werd opgericht in 1859 door de uitvinder en industrieel Peter Cooper. Deze had zelf in zijn jeugd geen school kunnen bezoeken. Hij stelde zich ten doel opleidingsmogelijkheden te creëren voor mensen uit minder goed gesitueerde families. De school begon als avondschool voor volwassenen in de richting toegepaste techniek, en als dagopleiding voor vrouwen in de richting fotografie, stenografie, sneltypen en telegrafie. Er bestond uitdrukkelijk geen discriminatie op grond van ras, geslacht of geloofsovertuiging.
In de commissie van toezicht waren onder anderen Horace Greeley en William Cullen Bryant vertegenwoordigd.
Op 27 februari 1860 werd in de grote aula 'the Great Hall' van de school een toespraak gehouden door Abraham Lincoln, die later van historisch belang zou blijken. Deze nog tamelijk onbekende advocaat uit Illinois stelde voor een publiek van vijftienhonderd mensen aan Stephen A. Douglas de vraag hoe de federale regering de verbreiding van de slavernij zou moeten indammen. De toespraak werd als manifest gepubliceerd en leidde ertoe dat Lincoln in plaats van Douglas als kandidaat voor het presidentschap genomineerd werd.
Sedertdien werden in deze aula vele belangrijke lezingen gegeven, bijvoorbeeld door Ulysses S. Grant, Grover Cleveland, William Howard Taft, Theodore Roosevelt, Woodrow Wilson evenals door Bill Clinton, die er op 12 mei 1993 een belangrijke toespraak gaf over het beheersen van de huishoudtekorten. Tot op de dag van vandaag is de Great Hall van bijzondere culturele betekenis door het plaatshebben van discussies en ontmoetingen met leidende figuren als Steve Reich, Salman Rushdie en Rudy Giuliani.

## Faculteiten
- The School of Art
- The Albert Nerken School of Engineering
- The Irwin S. Chanin School of Architecture
- The Faculty of Humanities and Social Sciences

## Bekende oud-studenten
- Mark Adler, wiskundige
- Shigeru Ban, architect
- Donald Baechler, kunstenaar
- Emil Berliner, uitvinder van de grammofoon
- Miriam Cooper, actrice
- Thomas Edison, uitvinder
- Audrey Flack, kunstschilder en beeldhouwer
- Max Fleischer, cartoonist en tekenfilmproducent
- Milton Glaser, grafisch ontwerper en illustrator
- John Hejduk, Amerikaans architect
- Eva Hesse, kunstenaar
- Pieter Holstein, Nederlands beeldend kunstenaar
- Russell Hulse, natuurkundige, Nobelprijs voor de Natuurkunde 1993
- Bob Kane, striptekenaar Batman
- Lee Krasner, kunstschilder
- Alex Katz, kunstschilder
- Daniel Libeskind, architect
- Herb Lubalin, grafisch ontwerper
- Ellen Lupton, grafisch ontwerper
- Jürgen Mayer-Hermann, architect
- Mike Mills, regisseur
- Augustus Saint-Gaudens, beeldhouwer
- Augusta Christine Savage, beeldhouwer
- George Segal, kunstenaar
- Philip Taaffe, kunstschilder
- Tom Wesselmann, kunstschilder, graficus
- Joel-Peter Witkin, fotograaf